# Colinesterază

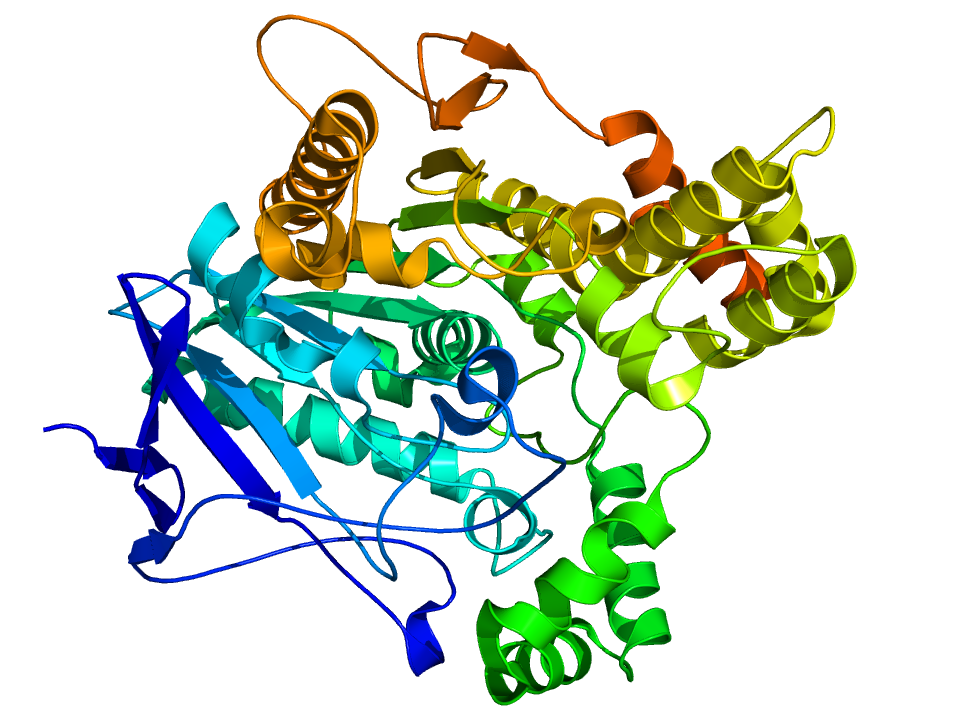
Structura colinesterazei de Tetronarce californica

Colinesterazele sau colin esterazele sunt o familie de enzime din clasa hidrolazelor care catalizează reacția de hidroliză a esterilor de colină, unii dintre ei având rol de neurotransmițători. Unul dintre cele mai cunoscute exemple este acetilcolinesteraza, care hidrolizează acetilcolina (neurotransmițătorul sinapsei colinergice) la colină și acid acetic. Această reacție de hidroliză este necesară pentru a permite neuronilor colinergici să intre în stare de repaus după activare. De exemplu, în contracția musculară, acetilcolina din joncțiunea neuromusculară induce contracția, dar pentru relaxarea ulterioară a musculaturii, este necesară degradarea acetilcolinei sub acțiunea colinesterazei. Principalul tip, implicat în acest proces, este colinesteraza de tipul I (acetilcolinesteraza), regăsită în sinapse și în membrana eritrocitelor. Celălalt tip este colinesteraza de tipul II sau pseudocolinesteraza, regăsită în plasmă.